# Franz Rauhut
Ignaz Bernhard Franz Rauhut (* 2. Oktober 1898 in Frankenthal; † 1. März 1988 in Würzburg,) war ein deutscher Romanist und Friedensaktivist.

## Leben und Werk
Nach dem Abitur im Jahr 1917 und kurzem Militärdienst während des Ersten Weltkriegs studierte Franz Rauhut ab 1918 an der Julius-Maximilians-Universität Würzburg Romanistik, Germanistik und Geschichte. 1921 legte er die Lehramtsprüfung ab und war danach bis zu seiner Habilitation als Lehrer in Würzburg tätig.
In Würzburg promovierte er 1925 bei Arthur Franz über die Stellung Mallarmés in der französischen Lyrik (Das Romantische und Musikalische in der Lyrik Stéphane Mallarmés, Marburg 1926). 1928 habilitierte er sich in München bei Karl Vossler über Das französische Prosagedicht (Hamburg 1929) und war seitdem als Privatdozent in München tätig.
Franz Rauhut, der 1930 einen Ruf nach Danzig abgelehnt hatte, blieb in der Zeit des Nationalsozialismus Privatdozent in München und konnte wegen seiner Gegnerschaft zum Nationalsozialismus keine akademische Karriere machen. Nach der Machtergreifung der Nationalsozialisten 1933 gehörte er zu denjenigen, die die Eingliederung des Bayerischen Lehrerbundes in den NS-Lehrerbund ablehnten. Walther Wüst, Rektor der Münchner Universität und NS-Funktionär, hintertrieb nach Denunziationen durch den Münchner NS-Dozentenschaftsführer Robert Spindler in den Folgejahren Rauhuts Berufung als Professor nach Erlangen und Rostock, ebenso wie eine Vortragsreise nach Frankreich, da Rauhut „weder politisch noch charakterlich für eine »kulturpolitische Entsendung gerade nach Frankreich« geeignet sei.“
Nachdem ihm 1937 vorübergehend aufgrund der „negativen politischen Beurteilungen“ die Lehrerlaubnis entzogen worden war, schrieb Rauhut 1938 in der Zeitschrift für Politik einen systemkonformen Aufsatz über „Doriot und seine französische Volkspartei“. Seitdem fielen die Beurteilungen durch den Nationalsozialistischen Deutschen Dozentenbund günstiger aus: „[…] In Würdigung der festgestellten Besserung komme ich zu der Überzeugung, dass Rauhut zwar nicht zu den ganz erfreulichen, aber auch nicht zu den hoffnungslosen Fällen gehört.“ Rauhut verblieb zwar im Lehramt, wurde aber nicht zum „planmäßigen Dozenten“ ernannt.
Nachdem 1940 an der Universität zu Köln ein Lehrstuhl für „Italienkunde“ unter dem Romanisten Friedrich Schürr eingerichtet worden war, dieser aber 1941 an die Reichsuniversität Straßburg abberufen wurde, vertrat ihn kurzfristig Franz Rauhut, wiederum ohne Aussicht auf eine Professur.
Rauhut wurde 1946, zunächst vertretungsweise, Nachfolger des Würzburger Romanisten Adalbert Hämel, der wegen seiner Verstrickung in den Nationalsozialismus entlassen worden war. Von 1948 bis 1967 war Rauhut ordentlicher Professor für romanische Philologie in Würzburg und somit Vorstand des Romanistischen Seminars der Philosophischen Fakultät. Sein wissenschaftlicher Schwerpunkt war die französische und italienische Literatur. 1956 war er Mitbegründer der Blätter für deutsche und internationale Politik.
Neben seiner Lehrtätigkeit engagierte sich Rauhut seit den 1950er Jahren in der Friedensbewegung. Er war ein aktiver Gegner der Wiederbewaffnung der Bundesrepublik, der atomaren Aufrüstung und des Militarismus. Wegen einer angeblichen „Agitationsrede“, in der er 1956 zusammen mit dem Staatswissenschaftler Franz Paul Schneider den Bundeskanzler Adenauer beleidigt haben sollte, verlangte der Bayerische Ministerpräsident Wilhelm Hoegner eine Anhörung. Nach einer Stellungnahme Rauhuts, Schneiders und des Rektorats der Universität Würzburg erklärte der amtierende Kultusminister August Rucker, dass „wahrscheinlich kein Eingreifen des Kultusministeriums“ erfolgen werde.
Rauhut, der seit den 1960er Jahren gerichtlich ermächtigter Berater der Kriegsdienstverweigerer war, ließ am Martinstag 1960 an verschiedenen Stellen in Würzburg ein Plakat „Der heilige Martin verweigerte den Kriegsdienst“ anbringen und rief darin als Berater der Internationale der Kriegsdienstgegner zur christlichen Nächstenliebe auf.
Auch in den Folgejahren schaltete er sich neben akademischen Abhandlungen zur Romanistik mit pazifistischen Publikationen in die politische Debatte ein.
Rauhut war Schwiegersohn des Indologen Julius Jolly (1849–1932).

## Weitere Werke
Eine vollständige Bibliographie seiner Werke findet sich in der Festschrift zum 85. Geburtstag.

### Romanistik
- Paul Valéry. Geist und Mythos. Hueber, München 1930 (Epochen der französischen Literatur, Bd. 7).
- La Poésie française de Baudelaire à nos jours. Anthologie annotée et commentée. 2 Bde. Quelle & Meyer, Leipzig 1929.
- Geschichte und Anthologie der französischen Lyrik. Bd. 1: Chénier, Romantik u. Parnass. Hueber, München 1931; Bd. 2: Vom Symbolismus bis zur Gegenwart. Hueber, München 1931; Bd. 3: Von Chénier bis Baudelaire, 2., völlig umgearbeitete Auflage. Hueber, München 1952.
- Die Fachausdrücke der Sprachwissenschaft mit besonderer Berücksichtigung der romanischen Philologie. Stundenglas, Berlin 1948.
- (Hrsg. und Übersetzer) Italienische Sonette der Liebe. Aus Mittelalter und Renaissance. Alber, Freiburg 1951.
- Hall und Nachhall, Klang und Gegenklänge. Eine Lyrik-Auswahl. Grabski, Herne 1957.
- Der junge Pirandello oder Das Werden eines existentiellen Geistes. Beck, München 1964.
- (Zusammen mit Cäcilie Gänssle-Pfeuffer) Die klassizistische und romantische Lyrik der Franzosen im kulturellen Zusammenhang der Epoche 1780–1850, mit kommentierter Anthologie. Winter, Heidelberg 1977 (Beiträge zur neueren Literaturgeschichte, Folge 3, Bd. 33), ISBN 3-533-02593-4.
- Was ist „Kultur“ in Italien, Frankreich und Deutschland? Maschinenskript, Würzburg 1978.
- (Hrsg. und Übersetzer) Michelangelo: Hundert Gedichte, italienisch und deutsch. Koenigshausen und Neumann, Würzburg 1981, ISBN 3-88479-053-6.
- 1003 Variationen des Don-Juan-Stoffes von 1630 bis 1934, Nachwort von Cäcilie Gänssle-Pfeuffer, hrsg. von Helmut Rauhut. Wisslit, Konstanz 1990, ISBN 3-89038-820-5 (Inhalt).

### Friedensbewegung
- Ist die allgemeine Wehrpflicht demokratisch, christlich, sozialistisch? Was der Lehrer und der Pfarrer nicht sagen. Gottmann, Wuppertal-Vohwinkel 1959.
- Kriegsdienstverweigerung heute. Gewissens- und Rechtsfragen. Zuletzt 6. Auflage. Seewang, Zorneding bei München 1977 (Pr-Reihe München, Bd. 3).
- (Zusammen mit Walter Stock und Georg Förster) Filme gegen Krieg. Landesarbeitsgemeinschaft für Jugendfilmarbeit und Medienerziehung des Jugendfilmclubs in Bayern, Gerolzhofen 1977 (Filmdokumentation, Nr. 14).
- Was der Friede heute braucht. Hrsg. von Wolfgang Tischer. Haag und Herchen, Frankfurt am Main 1990, ISBN 3-89228-576-4.